# Battistello Caracciolo
Giovanni Battista Caracciolo, genannt Battistello, (* 1578 in Neapel; † 1635 ebenda) war ein neapolitanischer Maler des Barock in der Nachfolge von Caravaggio.

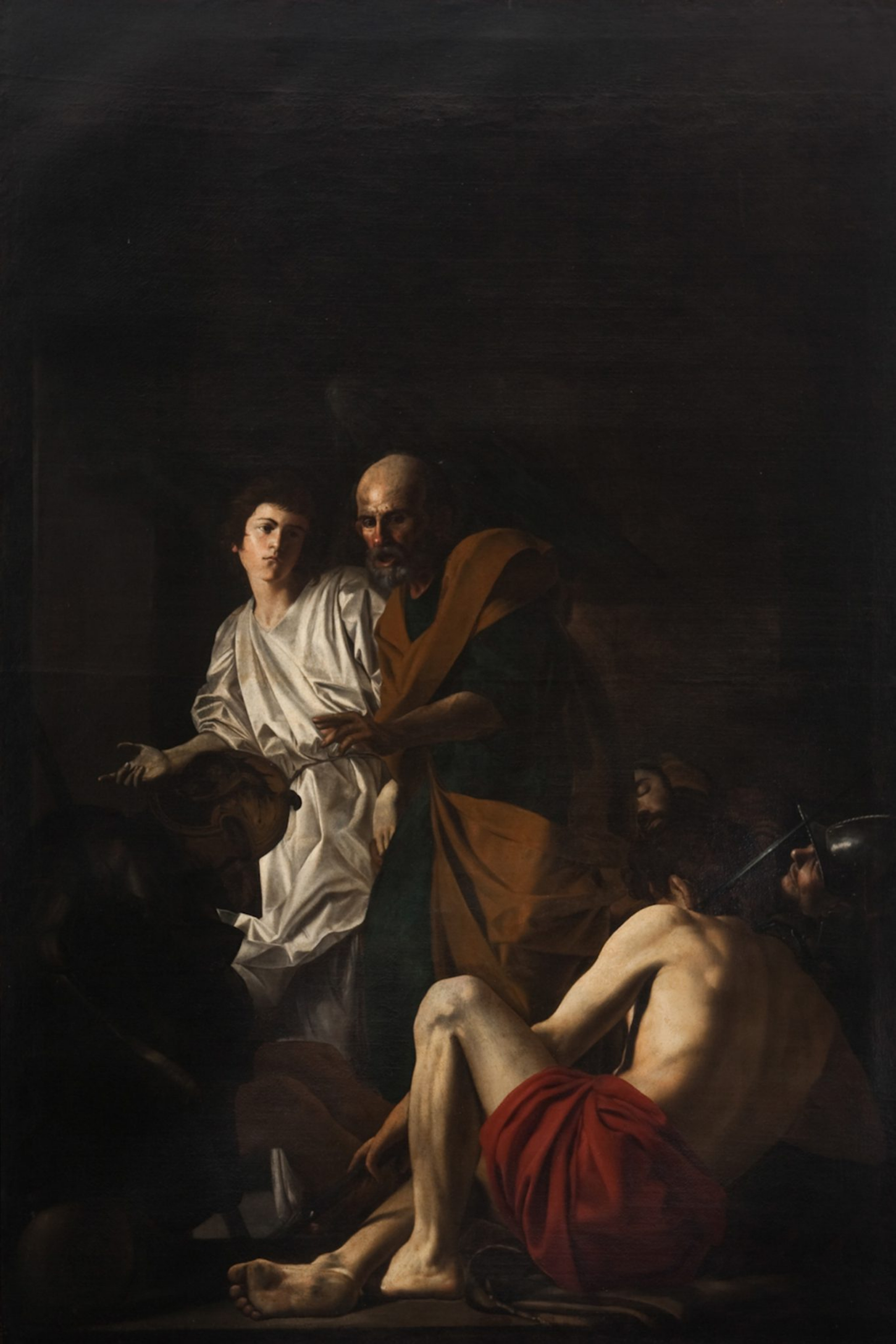
Befreiung des Petrus, 1608/09, Pio Monte della Misericordia, Neapel

## Leben
Er ging bei Francesco Imperato (um 1520–1570) in die Lehre. Caracciolo war stark von Caravaggio beeinflusst, der 1606/07 und nochmals kurz 1609/10 in Neapel war, aber dort einen großen Eindruck hinterließ. Neben Caracciolo gehörten Jusepe de Ribera, Carlo Sellitto, Artemisia Gentileschi und Caracciolos Schüler Mattia Preti zu den neapolitanischen Caravaggisten.
Als sein Meisterwerk gilt die Befreiung des Petrus von 1608/09 für die Kirche Pio Monte della Misericordia, für die Caravaggio 1606–1607 die Sieben Werke der Barmherzigkeit gemalt hatte.
1614 besuchte Battistello Rom und 1618 Genua, Rom und Florenz. Dabei kam er unter den klassizistischen Einfluss von Ludovico Carracci und seiner Cousins (Bologneser Schule), was sein späteres Werk kennzeichnete, zum Beispiel die Fresken Fußwaschung von 1622 im Kloster Certosa di San Martino in Neapel.

## Galerie

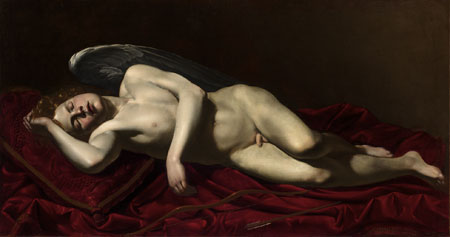
Schlafender Cupido, Whitfield Fine Art
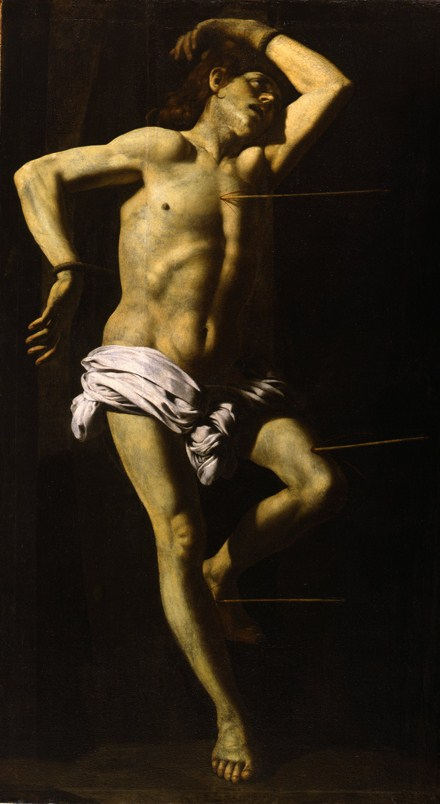
Martyrium des Heiligen Sebastian, Fogg Art Museum
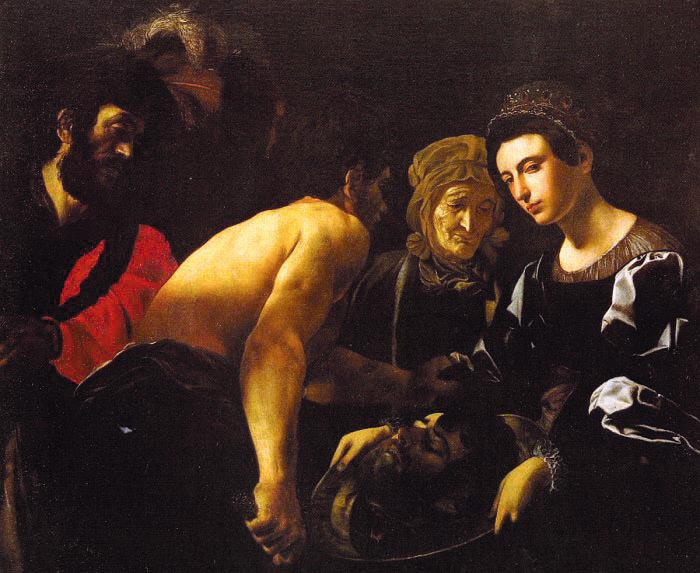
Salome, 1615–1620, Uffizien